# Mattias Thylander
Mattias Thylander (* 22. Oktober 1974 in Trelleborg) ist ein ehemaliger schwedischer Fußballspieler. Der Defensivspieler, der 1997 ein Länderspiel für die schwedische Nationalmannschaft bestritt, lief in seiner aktiven Karriere in Schweden und Dänemark auf. Nach seinem Karriereende arbeitet er als Spielervermittler.

## Werdegang
Thylander spielte in der Jugend beim Höllvikens GIF, ehe er 1991 in die Nachwuchsabteilung des Malmö FF wechselte. Dort debütierte er unter Trainer Rolf Zetterlund zu Beginn der Spielzeit 1995 in der Allsvenskan; beim 3:0-Auswärtserfolg beim Degerfors IF erzielte er zudem seine ersten beiden Ligatore.  An der Seite von Jonnie Fedel, Niclas Nylén, Jonas Wirmola, Jens Fjellström und Jörgen Pettersson etablierte er sich über weite Strecken der Saison in der Mannschaft, wobei er in der Aufstellung zwischen Abwehrreihe und Mittelfeld variierte und kam auch bedingt durch einen Platzverweis, der ihn einen Stammplatz kostete, letztlich zu 15 Saisoneinsätzen. In der folgenden Spielzeit war er Stammspieler, mit dem Klub belegte er hinter Serienmeister IFK Göteborg den zweiten Tabellenplatz. Unter dem neuen Trainer Frans Thijssen erreichte er in der Spielzeit 1997 den dritten Rang, parallel spielte er sich in die schwedische Auswahlmannschaft. Im August debütierte er anlässlich eines 1:0-Erfolges über Litauen durch ein Tor von Martin Dahlin als Einwechselspieler im Nationaljersey. Dies blieb jedoch sein einziger Länderspieleinsatz, auch beim Klub blieb in der Folge der Erfolg aus: in den anschließenden Spielzeiten stand die Mannschaft im Abstiegskampf. Unter dem Trainerduo Roland Andersson und Thomas Sjöberg war er in der Spielzeit 1999 nur noch zweite Wahl, letztlich stieg der Verein am Saisonende in die zweite Liga ab.
Thylander wechselte nach dem Abstieg innerhalb der Allsvenskan zu AIK. Hier setzte er sich jedoch nicht durch, in seinem ersten Jahr kam er lediglich auf sechs Spieleinsätze. Zwar lief er in der folgenden Spielzeit in 21 der 26 Ligaspiele auf und stand mit der Mannschaft im Endspiel um den schwedischen Landespokal, bei dem er beim Stand von 1:1-Unentschieden kurz vor Ablauf der regulären Spielzeit eingewechselt wurde und mit der Mannschaft im Elfmeterschießen an IF Elfsborg scheiterte, dennoch entschied er sich zum Abschied vom Verein zum Jahresende. Gemeinsam mit Sharbel Touma wechselte er von AIK zu Halmstads BK. Verletzungsbedingt kam er auch hier unter Trainer Jonas Thern nur eingeschränkt zum Zug, erst nach der Sommerpause 2002 debütierte er für den Klub in der Allsvenskan und auch zu Beginn der Spielzeit 2003 fiel er über weite Strecken aus.
Anfang 2004 schloss Thylander sich dem dänischen Zweitligisten Silkeborg IF an, kam aber auch hier trotz des Aufstiegs nicht über den Status eines Ergänzungsspielers hinaus und war daher ab Sommer vereinslos. In der folgenden Winterpause nahm ihn der Verein jedoch erneut unter Vertrag, bis zum Sommer 2005 bestritt er 14 Spiele in der Superliga. Anschließend kehrte er in seine schwedische Heimatstadt Trelleborg zurück und lief fortan für Trelleborgs FF in der zweitklassigen Superettan auf. Als Stammspieler stieg er mit dem Klub am Ende der Zweitliga-Spielzeit 2006 in die Allsvenskan auf. Hier blieb er Stammkraft, ehe er in der Spielzeit 2009 ins zweite Glied rückte. Im Sommer löste er seinen Vertrag beim Klub auf. Anschließend ließ er beim Amateurklub Höörs IS seine aktive Laufbahn ausklingen.
Seit Anfang 2011 ist Thylander, der in den 1990er Jahren an der Universität Lund Mathematik studiert hatte, als Spielervermittler tätig.